# 绍尔包根湖
绍尔包根湖，又名沙里博克，是位于中国内蒙古自治区呼伦贝尔市新巴尔虎左旗吉布胡郎图苏木的一个湖泊。其位置约在东经118°08′，北纬48°54′。湖面海拔550米，面积达3.1平方公里。该湖的沉积物主要为石盐。绍尔包根湖在蒙古语中的意思是很咸的湖。